# Lichenoconium pyxidatae
Lichenoconium pyxidatae is een korstmosparasiet die behoort tot de orde Lichenoconiales. Het leeft parasitair op de podetia van de korstmossen: duinbekermos (Cladonia pocillum) en rafelig bekermos (Cladonia ramulosa). 

## Kenmerken
Lichenoconium pyxidatae doet de podetia (takjes) van Cladonia bruin verkleuren. De conidia meten (2-)2,5-3,5(-4) × 14-15 µm. De conidiomata meten (60-)80-120(-150) µm. De conidogene cellen meten (5-)6-9(-11) × 1,5-2,5(-3) µm.

## Verspreiding
Het heeft een Holarctisch verspreidingsgebied. Het wordt gevonden in Alaska, verschillende delen van Rusland, waaronder Siberië, Frans Jozefland, Nova Zembla en Wrangel (eiland). In Nederland komt het zeer zeldzaam voor.